# Schlafwandler (1992)
Schlafwandler (auch Stephen Kings Schlafwandler genannt) ist ein US-amerikanischer Horrorfilm aus dem Jahr 1992, der auf einem unveröffentlichten Roman von Stephen King basiert, welcher auch das Drehbuch dazu schrieb. Für den Regisseur Mick Garris war es die erste Zusammenarbeit mit dem Autor, der noch einige gemeinsame Produktionen folgen sollten. Der Film feierte seine Premiere in den Vereinigten Staaten am 10. April 1992. Auch in dieser Verfilmung hat Stephen King einen Cameo-Auftritt: Er spielt einen Friedhofswärter.

## Handlung
Charles Brady und seine Mutter Mary sind Schlafwandler – eine Art metamorphe Vampire, die die Lebenskraft aus ihren jungfräulichen Opfern saugen. Obwohl sie normalerweise eine menschliche Gestalt besitzen, können sie ihr Aussehen bewusst zu zweifüßigen Werkatzen von menschlicher Größe ändern. Zudem erscheinen sie widerstandsfähiger als Menschen und besitzen telekinetische Kräfte. Außerdem pflegen Mary und Charles eine inzestuöse Beziehung.
Charles und Mary haben sich nach Verlassen von Bodega Bay, Kalifornien, in Indiana niedergelassen, wo sie die Pseudonyme Martha und Carl Brodie verwendet hatten, nachdem sie dort ein Mädchen durch Aussaugen getötet haben. Charles besucht die örtliche High School und trifft dort in einem Kurs für kreatives Schreiben auf Tanya Robertson. Tanya hinterfragt nicht den wirklichen Grund  von Charles’ Begierde ihr gegenüber – um ihre Lebenskraft seiner Mutter zu geben, die schon halb ausgehungert ist. Zuerst scheint es so, dass Charles sich in Tanya verliebt hat – sehr zum Missfallen seiner eifersüchtigen Mutter. Bei ihrer ersten Verabredung, ein Picknick am nahe gelegenen Friedhof, versucht Charles allerdings, ihre Lebenskraft auszusaugen, indem er sie küsst. Völlig verunsichert gerät Tanya in diesem unerwarteten Moment in Panik, als Charles sie töten will, weshalb sie ihm ihre Fotokamera gegen den Kopf schlägt, sein Gesicht zerkratzt und sogar einen Korkenzieher in sein linkes Auge bohrt.
Als dies passiert, fährt ein Hilfssheriff, der schon früher versucht hat, Charles wegen Geschwindigkeitsübertretung und Überholung eines haltenden Schulbusses zu überführen, am Friedhof vorbei und erkennt Charles’ Auto. Als Tanya hilfesuchend zu ihm rennt, greift Charles ihn an und tötet ihn. Danach möchte er seine Lebenskraft zehrende Sitzung mit Tanya fortsetzen, jedoch ergreift die Katze des Sheriffs, Clovis, die Gelegenheit und bringt Charles fast um, indem sie ihm das Gesicht und die Brust zerkratzt (Es wird nie erklärt, welche Abneigung Katzen gegen die Schlafwandler haben, doch können sie – im Gegensatz zu den Menschen – sehen, was diese wirklich sind. Deshalb werden die Schlafwandler als Gestalten dargestellt, die Angst vor gewöhnlichen Hauskatzen haben). Von Clovis schwer verwundet und verkrüppelt, stolpert Charles nach Hause zu Mary. Mary kann beide unsichtbar machen, was Charles vor einer Verhaftung der kurz darauf eintreffenden Polizei bewahrt.
Nun will Mary an den Robertsons Rache nehmen, tötet drei Polizisten und verletzt Tanyas Eltern schwer. Sie entführt Tanya und bringt sie zu ihrem Haus, wo Charles zu dieser Zeit gestorben ist. Mary lässt ihn allerdings wiederauferstehen und Charles versucht erneut, die Lebenskraft des Mädchens zu rauben. Tanya sticht jedoch mit ihren Fingern in seine Augen und tötet ihn damit endgültig. Tanya gelingt die Flucht mithilfe des Sheriffs, der später von den weißen Zaunlatten, die das Haus von Mary umgeben, gepfählt wird. Einige der Katzen, die sich während dieser Geschehnisse rund um das Haus versammelt haben, greifen nun Mary unter der Leitung von Clovis an, krallen sich an ihr fest, bis sie von innen heraus in Flammen aufgeht, und töten sie somit. Der Film endet mit einer Einstellung auf Mary, die brennend in ihrer Einfahrt liegt.Tanya hat sich im Wagen zusammen mit Clovis verschanzt, umarmt die Katze und sagt: „Nur Du und ich Clovis, nur Du und ich.“

## Kritiken
„Mehr eklig als gruselig inszenierter Horrorfilm, der plump seine Vorläufer plagiiert.“

„Die ‚Cat People‘-Variation war Stephen Kings erstes Originaldrehbuch und bleibt um Längen hinter der Klasse seiner Romane.“

## Auszeichnungen
Auf dem Fantafestival 1992 wurde Alice Krige als beste Hauptdarstellerin und Mick Garris für den besten Film und die beste Regie ausgezeichnet. Stephen King erhielt einen Preis für das beste Drehbuch.

## Hintergrund
- Weitere bekannte Persönlichkeiten neben Stephen King, die einen Auftritt haben, sind: Mark Hamill und Clive Barker sowie die Filmregisseure Tobe Hooper, Joe Dante und John Landis.
- Der Film wurde komplett in Los Angeles, Kalifornien gedreht.[4]
- Die Indizierung des Films wurde im Mai 2018 wieder aufgehoben.[5] Eine Neuprüfung durch die FSK im November 2019 ergab eine Altersfreigabe ab 16 Jahren für die ungekürzte Fassung.[6]
- Ron Perlman spielte 14 Jahre später in dem Film Desperation wieder einen Polizisten. Die Buchvorlage und das Drehbuch stammen, wie bei Schlafwandler, von Stephen King.